# Silent Hill 3
Silent Hill 3 is een computerspel in het survival horrorgenre. Het werd voor de PlayStation 2 ontwikkeld door Konami en voor het eerst aan het publiek getoond op 23 mei 2003. In oktober van dat jaar verscheen het spel voor Windows. Op 20 maart 2012 kwam het spel uit voor de PlayStation 3 en de Xbox 360 in HD.